# At (유닉스)
유닉스 계열 컴퓨터 운영 체제에서 at는 미래 어느 특정 시간에 특정 명령어를 한 차례 실행하기 위해 쓰이는 명령어이다.

## 디자인
at는 표준 입력으로부터 일련의 명령어들을 읽어들인 다음 미래의 시간에 수행될 하나의 "at-job"으로 모은다. 이 job은 현재의 환경을 상속하는데 이는 동일한 작업 디렉터리에서 실행되어야 하고 예약을 했을 때와 동일한 환경 변수를 가지고 실행되어야 하기 때문이다.
한 시간에 한 차례, 매주 화요일, 매년 1월 1일처럼 반복해서 실행하는 cron과는 다르다. cron처럼 수많은 유닉스 운영 체제들은 관리자가 at 명령어에 접근을 제한하도록 할 수 있다.

## 사용법
1월 31일 오전 11시 45분에 C 프로그램을 컴파일하는 샘플 프로그램이다:
```
 
$
 
echo
 
"cc -o foo foo.c"
 
|
 
at
 
1145
 
jan
 
31

```

또는
```
 
$
 
at
 
1145
 
jan
 
31

 
at>
 
cc
 
-o
 
foo
 
foo.c

 
at>
 
^D
 
#(press Control-D while at the beginning of a line)

```

atq 프로그램은 현재의 대기열의 job들을 나열하며, atrm은 대기열에 있는 job을 제거한다:
```
$ 
atq

1234 2011-08-12 11:45 cc -o foo foo.c user

$ 
atrm
 
1234

$ 
atq

$

```

윈도우 NT/2000/XP/7에서도 cron과 비슷한 at 명령어가 존재하지만 작업 스케줄러를 선호하면서 이용이 권장되지 않는다.

## 같이 보기
- cron
- systemd
- 유닉스 명령어 목록